# Juan Sobrero
Juan Carlos Sobrero – argentyński piłkarz, obrońca.
Sobrero karierę piłkarską rozpoczął w 1939 roku w klubie Newell’s Old Boys Rosario. Jako piłkarz klubu Newell’s Old Boys wziął udział w turnieju Copa América 1946, gdzie Argentyna drugi raz z rzędu zdobyła tytuł mistrza Ameryki Południowej. Sobrero zagrał we wszystkich pięciu meczach - z Paragwajem, Boliwią, Chile, Urugwajem i Brazylią.
Nadal jako gracz klubu Newell’s Old Boys wziął udział w turnieju Copa América 1947, gdzie Argentyna trzeci raz z rzędu zdobyła tytuł mistrza Ameryki Południowej. Sobrero zagrał w sześciu meczach - z Paragwajem, Peru, Chile, Kolumbią (w 42 minucie wszedł na boisko za Nicolása Palmę), Ekwadorem i Urugwajem.
W 1949 roku na jeden sezon został piłkarzem klubu Racing Club de Avellaneda, razem z którym zdobył tytuł mistrza Argentyny. W 1950 roku zakończył karierę w Newell’s Old Boys. Łącznie w lidze argentyńskiej Sobrero rozegrał 244 mecze i zdobył 2 bramki.